# Nyquist (プログラミング言語)
Nyquistは、音声の合成および解析のための、Lispベースのプログラミング言語である。Lisp方言であるXLISPの拡張であり、ハリー・ナイキストにちなんで命名されている。
Nyquistでは、プログラマが機能を組み合わせて楽器を設計し、簡単な語句を入力するだけで作成した楽器を呼び出して音を生成することができる。プログラマは、単純な語句を複雑に組み合わせて、全体を構成することができる。その他に様々な種類の音楽的および非音楽的な音声を生成することもできる。
Nyquistインタプリタは、サウンドファイル、MIDIファイル、およびAdagioテキストベースの楽譜ファイルの読み取りと書き込みを行うことができる。多くのプラットフォームでは、リアルタイムで直接オーディオ出力を生成することもできる。
Nyquistを使用して、Audacityデジタルオーディオエディターのプラグインエフェクトを作成することもできる。
Nyquistと従来のMUSIC-N言語の顕著な違いの1つは、Nyquistが合成関数（ユニットジェネレータを参照）を Scoring 関数から分離しないことである。例えば、Csoundは実際には2つの言語であり、1つは Orchestra を作成するためのもので、もう1つは Score を作成するためのものである。Nyquistでは、これら2つのドメインは結合されている。
Nyquistは、Linuxおよびその他のUnix環境、macOS、およびMicrosoft Windowsで動作する。
Nyquistプログラミング言語とインタプリタは、ヤマハとIBMの支援を受けて、カーネギーメロン大学のロジャー・ダンネンバーグによって作成された。